# Metopobactrus orbelicus
Metopobactrus orbelicus là một loài nhện trong họ Linyphiidae.
Loài này thuộc chi Metopobactrus. Metopobactrus orbelicus được miêu tả năm 1985 bởi Deltshev.